# Championnat du Portugal féminin de football 2002-2003
Navigation
Édition précédente Édition suivante
Le Nacional Feminino 2002-2003 est la 18e édition du championnat du Portugal féminin de football. Le premier niveau national du championnat féminin oppose vingt et un clubs portugais en deux phases jouées durant la saison de football. 
Au terme de la première phase les deux meilleurs clubs de chaque zone, s'affrontent lors d'une phase finale, où chaque équipe s'affronte en match aller-retour. La première place de cette phase, non seulement donne le titre mais est aussi qualificative pour la Coupe féminine de l'UEFA. 
Les équipes non qualifiées pour cette phase finale, vont disputer un mini championnat par zone appelé "Phase de relégation" (Fase Despromoção). Celui-ci a pour but d'établir un classement des clubs dont les derniers sont relégués en division Distrital (régional), à défaut de 2e division. 
À l'issue de la saison, le 1° Dezembro décroche son troisième titre de champion du Portugal, égalant ainsi le Gatões Futebol Clube.

## Zone A

### Résumé
Le Boavista FC, qui est replacé en zone B, est remplacé par le Sequeirense FC qui inaugure ainsi sa première participation en championnat national.
Lors de la première phase se qualifient pour le championnat final, les clubs du CSJ Belinho et du Gatões FC. Ce dernier à d'ailleurs dominé le championnat ne perdant aucune rencontre en 14 matches. Le tout récent promus (Sequeirense Futebol Clube), réalise une belle performance terminant à la 3e place ratant la phase finale pour un petit point.
En phase de maintien de la zone A, la surprise vient du Casa Povo Martim, qui devient le champion de cette deuxième phase, alors que lors de la première ce dernier a fini avant-dernier. A noter que sur l'ensemble des deux phases le SC Vilar Pinheiro, n'a remporté aucune rencontre, soit un total de 24 défaites, avec 150 buts encaissés (une moyenne de 6,25 buts par match), et seulement 8 marqués.

### Participants
La Zone A est composée cette saison de huit équipes se situant dans le nord du Portugal. 
Ce tableau présente les huit équipes qualifiées pour disputer le championnat 2002-2003. On y trouve le nom des clubs, la date de création du club, le nom des stades ainsi que la capacité de ces derniers
Légende des couleurs
- Vainqueur de la Campeonato Nacional Feminino la saison précédente.
- Promu de division inférieure.

| \| Belinho Povo Martim Fonte-Boa Gatões Sequeirense Várzea Vilar Pinheiro Vinhós \| Localisation des clubs engagés dans la Zona A du championnat. |
| Belinho Povo Martim Fonte-Boa Gatões Sequeirense Várzea Vilar Pinheiro Vinhós                                                                     |

| Nom du club       | Date de création | Dernière montée | Division 2001-2002   | Stade                                             | Capacité | Vict. |
| ----------------- | ---------------- | --------------- | -------------------- | ------------------------------------------------- | -------- | ----- |
| CSJ Belinho       | -                | 1997            | Campeonato Nacional  | Estádio Municipal António Augusto Martins Pereira | -        | /     |
| Casa Povo Martim  | 1997             | 2001            | Campeonato Nacional  | Complexo Desportivo de Martim                     | 1 500    | /     |
| ADRC Fonte-Boa    | 1981             | 2001            | Campeonato Nacional  | Campo do Cedro                                    | 1 000    | /     |
| Gatões FC         | 1960             | 1997            | Campeonato Nacional  | Campo do Gatões FC                                |          | 3     |
| Sequeirense FC    | 1963             | 2002            | Campeonato Distrital | -                                                 | -        | /     |
| ARC Várzea        | 1977             | 2000            | Campeonato Nacional  | Campo de Jogos da Várzea                          | 1 000    | /     |
| SC Vilar Pinheiro | 1961             | 1998            | Campeonato Nacional  | -                                                 |          | /     |
| CD Vinhós         | 1974             | 1998            | Campeonato Nacional  | Campo D. Maria Edite Guimarães                    | 150      | /     |

### Première phase
Classement
Le classement est calculé avec le barème de points suivant : une victoire vaut trois points, le match nul un et la défaite zéro.
Critères de départage en cas d'égalité au classement :
1. classement aux points des matchs joués entre les clubs ex æquo ;
2. différence entre les buts marqués et les buts concédés sur la totalité des matchs joués dans le championnat ;
3. plus grand nombre de buts marqués sur la totalité des matchs joués dans le championnat ;
4. en cas de nouvelle égalité, une rencontre supplémentaire aura lieu sur terrain neutre avec, éventuellement, l’épreuve des tirs au but.

| Rang | Équipe            | Pts | J  | G  | N | P  | Bp  | Bc | Diff |
| ---- | ----------------- | --- | -- | -- | - | -- | --- | -- | ---- |
| 1    | Gatões FC         | 42  | 14 | 10 | 0 | 0  | 129 | 8  | +121 |
| 2    | CSJ Belinho       | 28  | 14 | 9  | 1 | 4  | 36  | 29 | +7   |
| 3    | Sequeirense FCP   | 27  | 14 | 9  | 0 | 5  | 44  | 49 | -5   |
| 4    | CD Vinhós         | 20  | 14 | 6  | 2 | 6  | 25  | 46 | -21  |
| 5    | ARC Várzea        | 19  | 14 | 6  | 1 | 7  | 44  | 37 | +7   |
| 6    | ADRC Fonte-Boa    | 14  | 14 | 4  | 2 | 8  | 35  | 51 | -16  |
| 7    | Casa Povo Martim  | 14  | 14 | 4  | 2 | 8  | 26  | 44 | -18  |
| 8    | SC Vilar Pinheiro | 0   | 14 | 0  | 0 | 14 | 7   | 82 | -75  |

|  | Qualifiés pour la phase finale de la compétition. |
|  | T Tenant du titre. P Promu de division inférieure. Pts points ; G victoires ; N match nuls ; P défaites Bp buts marqués ; Bc buts encaissés ; Diff différence de buts |

| Résultats (▼dom., ►ext.)                                   | Gat  | Bel | Seq  | Vin | Vár  | Fon | CPM  | Pin |
| Gatões FC                                                  |      | 7-0 | 18-1 | 7-0 | 10-4 | 8-0 | 10-0 | 4-0 |
| CSJ Belinho                                                | 0-6  |     | 1-0  | 3-0 | 5-3  | 1-0 | 1-1  | 5-1 |
| Sequeirense FC                                             | 1-11 | 1-0 |      | 6-3 | 5-3  | 3-1 | 3-0  | 7-0 |
| CD Vinhós                                                  | 0-11 | 1-4 | 1-3  |     | 2-1  | 5-2 | 2-2  | 3-2 |
| ARC Várzea                                                 | 1-3  | 2-3 | 6-1  | 1-2 |      | 4-3 | 5-1  | 5-0 |
| ADRC Fonte-Boa                                             | 0-13 | 3-5 | 3-5  | 2-2 | 1-1  |     | 4-1  | 8-2 |
| Casa Povo Martim                                           | 1-8  | 4-2 | 2-1  | 1-2 | 1-3  | 1-2 |      | 6-0 |
| SC Vilar Pinheiro                                          | 0-13 | 0-6 | 0-7  | 1-2 | 0-5  | 0-6 | 1-5  |     |
| - Victoire à domicile - Match nul - Victoire à l'extérieur |      |     |      |     |      |     |      |     |

### Deuxième phase (Nacional Feminino Fase Despromoção -Zona A)
Cette deuxième phase regroupe les équipes non qualifiées pour la phase finale, soit de la troisième à la huitième place. Au terme de la saison le premier du classement est désigné comme champion du Nacional Feminino Fase Despromoção -Zona A. 
Classement
Le classement est calculé avec le barème de points suivant : une victoire vaut trois points, le match nul un et la défaite zéro.
Critères de départage en cas d'égalité au classement :
1. classement aux points des matchs joués entre les clubs ex æquo ;
2. différence entre les buts marqués et les buts concédés sur la totalité des matchs joués dans le championnat ;
3. plus grand nombre de buts marqués sur la totalité des matchs joués dans le championnat ;
4. en cas de nouvelle égalité, une rencontre supplémentaire aura lieu sur terrain neutre avec, éventuellement, l’épreuve des tirs au but.

| Rang | Équipe            | Pts | J  | G | N | P  | Bp | Bc | Diff |
| ---- | ----------------- | --- | -- | - | - | -- | -- | -- | ---- |
| 1    | Casa Povo Martim  | 23  | 10 | 7 | 2 | 1  | 26 | 15 | +11  |
| 2    | CD Vinhós         | 22  | 10 | 7 | 1 | 2  | 44 | 20 | +24  |
| 3    | ARC Várzea        | 16  | 10 | 5 | 1 | 4  | 40 | 24 | +16  |
| 4    | ADRC Fonte-Boa    | 14  | 10 | 4 | 2 | 4  | 22 | 21 | +1   |
| 5    | Sequeirense FCP   | 11  | 10 | 3 | 2 | 5  | 35 | 20 | +15  |
| 6    | SC Vilar Pinheiro | 0   | 10 | 0 | 0 | 10 | 1  | 68 | -67  |

|  | Vainqueur de la phase de maintien. |
|  | T Tenant du titre. P Promu de division inférieure. Pts points ; G victoires ; N match nuls ; P défaites Bp buts marqués ; Bc buts encaissés ; Diff différence de buts |

| Résultats (▼dom., ►ext.)                                   | CPM | Vin | Vár  | Fon | Seq | Pin  |
| Casa Povo Martim                                           |     | 4-2 | 3-0  | 2-1 | 4-3 | 2-0  |
| CD Vinhós                                                  | 7-2 |     | 7-2  | 2-1 | 2-1 | 7-0  |
| ARC Várzea                                                 | 1-3 | 3-3 |      | 1-2 | 2-1 | 9-0  |
| ADRC Fonte-Boa                                             | 1-1 | 4-1 | 2-8  |     | 3-3 | 2-0  |
| Sequeirense FC                                             | 0-0 | 3-5 | 2-3  | 3-1 |     | 11-0 |
| SC Vilar Pinheiro                                          | 0-5 | 0-8 | 1-11 | 0-5 | 0-8 |      |
| - Victoire à domicile - Match nul - Victoire à l'extérieur |     |     |      |     |     |      |

## Zone B

### Résumé
À la suite du retrait de Avanca, du CRECOR et de l'U. Tocha, le Boavista FC (zone A), ainsi que Gândaras (zone C), sont replacés en zone B, ce qui porte ce championnat à sept clubs au lieu de huit la saison passée.
Ce changement de zone, n'empêche pas les Panteras Negras, de dominer cette première phase, remportant onze matchs sur douze, ne concédant qu'un seul nul, à l'extérieur face aux dauphines de l'Escola Molelinhos. Lors de la sixième journée, elles infligent, à domicile, un sévère 20 buts à 0, contre les jeunes joueuses de Gândaras.
Lors de la deuxième phase, c'est le Clube de Albergaria, qui est sacré champion, remportant toutes ses rencontres. Bon dernier, le Gândaras, club de la ville de Lousã, n'a remporté aucune rencontre, tout comme son homologue de la zone A. 20 défaites sur 20 matchs, 118 buts encaissés, (soit une moyenne de 5,9), et 5 buts marqués.

### Participants
La Zone B est composée cette saison de sept équipes se situant dans le nord et le centre du Portugal. 
Ce tableau présente les sept équipes qualifiées pour disputer le championnat 2002-2003. On y trouve le nom des clubs, la date de création du club, le nom des stades ainsi que la capacité de ces derniers
Légende des couleurs
- Vainqueur de la Campeonato Nacional Feminino la saison précédente.
- Promu de division inférieure.

| \| Boavista Albergaria Escola Vasco da Gama Cadima U.Coimbra Gândaras \| Localisation des clubs engagés dans la Zona B du championnat. |
| Boavista Albergaria Escola Vasco da Gama Cadima U.Coimbra Gândaras                                                                     |

| Nom du club         | Date de création | Dernière montée | Division 2001-2002  | Stade                                             | Capacité | Vict. |
| ------------------- | ---------------- | --------------- | ------------------- | ------------------------------------------------- | -------- | ----- |
| Clube de Albergaria | 1989             | 1989            | Campeonato Nacional | Estádio Municipal António Augusto Martins Pereira | 1 500    | /     |
| Boavista FC         | 1903             | 1985            | Campeonato Nacional | Campo de Treinos do Estádio do Bessa XXI          | 500      | 11    |
| UR Cadima           | -                | 1999            | Campeonato Nacional | Parque Desportivo do Fujanco                      | 2 000    | /     |
| CF União de Coimbra | 1919             | 1985            | Campeonato Nacional | -                                                 | -        | /     |
| Escola Molelinhos   | -                | 1990            | Campeonato Nacional | Campo do Vale da Pata                             | 800      | /     |
| Gândaras            | -                | 2001            | Campeonato Nacional | Complexo Desportivo das Gândaras                  | 500      | /     |
| CDR Vasco da Gama   | -                | 2000            | Campeonato Nacional | -                                                 | -        | /     |

### Première phase
Classement
Le classement est calculé avec le barème de points suivant : une victoire vaut trois points, le match nul un et la défaite zéro.
Critères de départage en cas d'égalité au classement :
1. classement aux points des matchs joués entre les clubs ex æquo ;
2. différence entre les buts marqués et les buts concédés sur la totalité des matchs joués dans le championnat ;
3. plus grand nombre de buts marqués sur la totalité des matchs joués dans le championnat ;
4. en cas de nouvelle égalité, une rencontre supplémentaire aura lieu sur terrain neutre avec, éventuellement, l’épreuve des tirs au but.

| Rang | Équipe              | Pts | J  | G  | N | P  | Bp | Bc | Diff |
| ---- | ------------------- | --- | -- | -- | - | -- | -- | -- | ---- |
| 1    | Boavista FC         | 34  | 12 | 11 | 1 | 0  | 68 | 5  | +63  |
| 2    | Escola Molelinhos   | 22  | 12 | 6  | 4 | 2  | 31 | 17 | +14  |
| 3    | Clube de Albergaria | 22  | 12 | 7  | 1 | 4  | 26 | 17 | +9   |
| 4    | UR Cadima           | 21  | 12 | 6  | 3 | 3  | 18 | 12 | +6   |
| 5    | CF União de Coimbra | 12  | 12 | 3  | 3 | 6  | 24 | 20 | +4   |
| 6    | CDR Vasco da Gama   | 8   | 12 | 2  | 2 | 8  | 12 | 26 | -14  |
| 7    | Gândaras            | 0   | 12 | 0  | 0 | 12 | 1  | 83 | -82  |

|  | Qualifiés pour la phase finale de la compétition. |
|  | T Tenant du titre. P Promu de division inférieure. Pts points ; G victoires ; N match nuls ; P défaites Bp buts marqués ; Bc buts encaissés ; Diff différence de buts |

| Résultats (▼dom., ►ext.)                                   | Boa  | Esc | Alb | Cad | Coi | VdG | Gân  |
| Boavista FC                                                |      | 5-0 | 5-1 | 3-0 | 4-1 | 3-0 | 20-0 |
| Escola Molelinhos                                          | 3-3  |     | 3-2 | 1-1 | 3-1 | 4-0 | 11-0 |
| Clube de Albergaria                                        | 0-3  | 1-1 |     | 1-2 | 2-1 | 4-0 | 7-0  |
| UR Cadima                                                  | 0-5  | 1-0 | 0-1 |     | 2-0 | 0-0 | 3-0  |
| CF União de Coimbra                                        | 0-2  | 1-1 | 1-2 | 1-1 |     | 4-1 | 5-0  |
| CDR Vasco da Gama                                          | 0-2  | 1-2 | 1-2 | 0-3 | 2-2 |     | 5-0  |
| Gândaras                                                   | 0-13 | 1-2 | 0-3 | 0-5 | 0-7 | 0-2 |      |
| - Victoire à domicile - Match nul - Victoire à l'extérieur |      |     |     |     |     |     |      |

### Deuxième phase (Nacional Feminino Fase Despromoção -Zona B)
Cette deuxième phase regroupe les équipes non qualifiées pour la phase finale, soit de la troisième à la septième place. Au terme de la saison le premier du classement est désigné comme champion du Nacional Feminino Fase Despromoção -Zona B. 
Classement
Le classement est calculé avec le barème de points suivant : une victoire vaut trois points, le match nul un et la défaite zéro.
Critères de départage en cas d'égalité au classement :
1. classement aux points des matchs joués entre les clubs ex æquo ;
2. différence entre les buts marqués et les buts concédés sur la totalité des matchs joués dans le championnat ;
3. plus grand nombre de buts marqués sur la totalité des matchs joués dans le championnat ;
4. en cas de nouvelle égalité, une rencontre supplémentaire aura lieu sur terrain neutre avec, éventuellement, l’épreuve des tirs au but.

| Rang | Équipe              | Pts | J | G | N | P | Bp | Bc | Diff |
| ---- | ------------------- | --- | - | - | - | - | -- | -- | ---- |
| 1    | Clube de Albergaria | 22  | 8 | 7 | 1 | 0 | 27 | 5  | +22  |
| 2    | UR Cadima           | 16  | 8 | 5 | 1 | 2 | 13 | 6  | +7   |
| 3    | CDR Vasco da Gama   | 12  | 8 | 4 | 0 | 4 | 16 | 8  | +8   |
| 4    | CF União de Coimbra | 9   | 8 | 3 | 0 | 5 | 11 | 17 | -6   |
| 5    | Gândaras            | 0   | 8 | 0 | 0 | 8 | 4  | 35 | -31  |

|  | Vainqueur de la phase de maintien. |
|  | T Tenant du titre. P Promu de division inférieure. Pts points ; G victoires ; N match nuls ; P défaites Bp buts marqués ; Bc buts encaissés ; Diff différence de buts |

| Résultats (▼dom., ►ext.)                                   | Alb | Cad | VdG | Coi | Gân |
| Clube de Albergaria                                        |     | 5-2 | 1-0 | 3-0 | 6-0 |
| UR Cadima                                                  | 0-0 |     | 1-0 | 3-0 | 4-0 |
| CDR Vasco da Gama                                          | 1-2 | 1-0 |     | 5-0 | 6-0 |
| CF União de Coimbra                                        | 0-4 | 0-1 | 3-0 |     | 2-0 |
| Gândaras                                                   | 2-6 | 0-2 | 1-3 | 1-6 |     |
| - Victoire à domicile - Match nul - Victoire à l'extérieur |     |     |     |     |     |

## Zone C

### Résumé
Première phase sans surprise, où le SU 1º Dezembro et son éternel dauphin, le CF Benfica, passent en phase finale.
Pour le Nacional Feminino Fase Despromoção -Zona C, c'est le Beira Mar Almada, qui est déclaré champion.

### Participants
La Zone C est composée de six équipes situées essentiellement dans le centre et le sud du Portugal. 
Ce tableau présente les huit équipes qualifiées pour disputer le championnat 2002-2003. On y trouve le nom des clubs, la date de création du club, le nom des stades ainsi que la capacité de ces derniers
Légende des couleurs
- Vainqueur de la Campeonato Nacional Feminino la saison précédente.
- Promu de division inférieure.

| \| Monte RealPonte Frielas 1º Dezembro CF Benfica Almada Canaviais \| Localisation des clubs engagés dans la Zona C du championnat. |
| Monte RealPonte Frielas 1º Dezembro CF Benfica Almada Canaviais                                                                     |

| Nom du club      | Date de création | Dernière montée | Division 2000-2001   | Stade                       | Capacité | Vict. |
| ---------------- | ---------------- | --------------- | -------------------- | --------------------------- | -------- | ----- |
| SU 1º Dezembro   | 1880             | 1994            | Campeonato Nacional  | Campo Conde de Sucena       | 1 000    | 1     |
| CF Benfica       | 1933             | 1994            | Campeonato Nacional  | Estádio Francisco Lázaro    | 1 500    | /     |
| Beira Mar Almada | 1947             | 1998            | Campeonato Nacional  | -                           | -        | /     |
| GDR Canaviais    | 1975             | 2000            | Campeonato Nacional  | -                           | -        | /     |
| GD Monte Real    | 1979             | 2001            | Campeonato Distrital | -                           | -        | /     |
| UD Ponte Frielas | 1947             | 1998            | Campeonato Nacional  | Campo de Jogos do Bonjardim | 500      | /     |

### Première phase
Classement
Le classement est calculé avec le barème de points suivant : une victoire vaut trois points, le match nul un et la défaite zéro.
Critères de départage en cas d'égalité au classement :
1. classement aux points des matchs joués entre les clubs ex æquo ;
2. différence entre les buts marqués et les buts concédés sur la totalité des matchs joués dans le championnat ;
3. plus grand nombre de buts marqués sur la totalité des matchs joués dans le championnat ;
4. en cas de nouvelle égalité, une rencontre supplémentaire aura lieu sur terrain neutre avec, éventuellement, l’épreuve des tirs au but.

| Rang | Équipe           | Pts | J  | G  | N | P  | Bp | Bc | Diff |
| ---- | ---------------- | --- | -- | -- | - | -- | -- | -- | ---- |
| 1    | SU 1º Dezembro   | 30  | 10 | 10 | 0 | 0  | 98 | 6  | +92  |
| 2    | CF Benfica       | 22  | 10 | 7  | 1 | 2  | 52 | 18 | +34  |
| 3    | Beira Mar Almada | 16  | 10 | 5  | 1 | 4  | 25 | 33 | -8   |
| 4    | GD Monte Real    | 12  | 10 | 4  | 0 | 6  | 20 | 42 | -22  |
| 5    | UD Ponte Frielas | 8   | 10 | 2  | 2 | 6  | 12 | 57 | -45  |
| 6    | GDR Canaviais    | 0   | 10 | 0  | 0 | 10 | 9  | 60 | -51  |

|  | Qualifiés pour la phase finale de la compétition. |
|  | T Tenant du titre. P Promu de division inférieure. Pts points ; G victoires ; N match nuls ; P défaites Bp buts marqués ; Bc buts encaissés ; Diff différence de buts |

| Résultats (▼dom., ►ext.)                                   | 1ºD  | CFB  | Alm  | Mont | Fri  | Can |
| SU 1º Dezembro                                             |      | 7-0  | 11-1 | 17-0 | 14-1 | 3-0 |
| CF Benfica                                                 | 2-6  |      | 6-1  | 5-0  | 10-0 | 4-0 |
| Beira Mar Almada                                           | 1-7  | 1-4  |      | 2-1  | 12-1 | 2-1 |
| GD Monte Real                                              | 0-9  | 1-3  | 0-2  |      | 6-0  | 5-2 |
| UD Ponte Frielas                                           | 1-8  | 2-2  | 0-0  | 0-3  |      | 2-1 |
| GDR Canaviais                                              | 0-16 | 0-16 | 2-3  | 2-4  | 1-5  |     |
| - Victoire à domicile - Match nul - Victoire à l'extérieur |      |      |      |      |      |     |

### Deuxième phase (Nacional Feminino Fase Despromoção -Zona C)
Cette deuxième phase regroupe les équipes non qualifiées pour la phase finale, soit de la troisième à la sixième place. Au terme de la saison le premier du classement est désigné comme champion du Nacional Feminino Fase Despromoção -Zona C. 
Classement
Le classement est calculé avec le barème de points suivant : une victoire vaut trois points, le match nul un et la défaite zéro.
Critères de départage en cas d'égalité au classement :
1. classement aux points des matchs joués entre les clubs ex æquo ;
2. différence entre les buts marqués et les buts concédés sur la totalité des matchs joués dans le championnat ;
3. plus grand nombre de buts marqués sur la totalité des matchs joués dans le championnat ;
4. en cas de nouvelle égalité, une rencontre supplémentaire aura lieu sur terrain neutre avec, éventuellement, l’épreuve des tirs au but.

| Rang | Équipe           | Pts | J | G | N | P | Bp | Bc | Diff |
| ---- | ---------------- | --- | - | - | - | - | -- | -- | ---- |
| 1    | Beira Mar Almada | 14  | 6 | 4 | 2 | 0 | 19 | 5  | +14  |
| 2    | GD Monte Real    | 10  | 6 | 3 | 1 | 2 | 14 | 14 | 0    |
| 3    | GDR Canaviais    | 7   | 6 | 2 | 1 | 3 | 13 | 19 | -6   |
| 4    | UD Ponte Frielas | 2   | 6 | 0 | 2 | 4 | 14 | 22 | -8   |

|  | Vainqueur de la phase de maintien. |
|  | T Tenant du titre. P Promu de division inférieure. Pts points ; G victoires ; N match nuls ; P défaites Bp buts marqués ; Bc buts encaissés ; Diff différence de buts |

| Résultats (▼dom., ►ext.)                                   | Alm | Mont | Can | Fri |
| Beira Mar Almada                                           |     | 3-0  | 2-0 | 3-0 |
| GD Monte Real                                              | 1-1 |      | 3-2 | 5-2 |
| GDR Canaviais                                              | 1-7 | 3-1  |     | 4-3 |
| UD Ponte Frielas                                           | 0-3 | 3-4  | 3-3 |     |
| - Victoire à domicile - Match nul - Victoire à l'extérieur |     |      |     |     |

## Phase finale

### Résumé
Le SU 1º Dezembro, tenant du titre, le Gatões FC, et le Boavista FC, qui depuis dix ans se repartissent les titres de championnes du Portugal, sont les trois grands favoris de cette phase finale. Ils sont d'ailleurs invaincus dans leur phase de zone respective. 
Seulement cinq points séparent les joueuses du SU 1º Dezembro et les quatrième du Gatões FC. En effet cette saison la surprise vient du club lisboète du Futebol Benfica, qui prend la place de vice-championne à 2 points des joueuses de Sintra, leur infligeant la seule défaite de la saison (2 à 0), hors compétition européenne. L'arrivée de joueuses telles que Paula Cristina, Carla Couto, et le retour d'Edite Fernandes, ont su faire la différence tout au long de la saison. Deuxième titre d'affilée pour les joueuses de Francisco Remédios, troisième au total, pour le club le plus structuré du football football féminin portugais.

### Participants
La phase finale est composée des deux premières équipes de chaque zone soit six équipes se situant dans l'ensemble du territoire du Portugal. 
Ce tableau présente les six équipes qualifiées pour disputer la phase finale du championnat 2002-2003. On y trouve le nom des clubs, la date de création du club, le nom des stades ainsi que la capacité de ces derniers
Légende des couleurs
- Vainqueur de la Campeonato Nacional Feminino la saison précédente.
- Promu de division inférieure.

| \| Belinho Gatões Boavista Escola 1º Dezembro CF Benfica \| Localisation des clubs engagés dans la Zona A du championnat. |
| Belinho Gatões Boavista Escola 1º Dezembro CF Benfica                                                                     |

| Nom du club       | Date de création | Dernière montée | Division 2001-2002  | Stade                                             | Capacité | Vict. | Zone | Classement |
| ----------------- | ---------------- | --------------- | ------------------- | ------------------------------------------------- | -------- | ----- | ---- | ---------- |
| Gatões FC         | 1960             | 1997            | Campeonato Nacional | Campo do Gatões FC                                |          | 3     | A    | 1er        |
| CSJ Belinho       | -                | 1997            | Campeonato Nacional | Estádio Municipal António Augusto Martins Pereira | -        | /     | A    | 2e         |
| Boavista FC       | 1903             | 1985            | Campeonato Nacional | Campo de Treinos do Estádio do Bessa XXI          | 500      | 11    | B    | 1er        |
| Escola Molelinhos | -                | 1990            | Campeonato Nacional | Campo do Vale da Pata                             | 800      | /     | B    | 2e         |
| SU 1º Dezembro    | 1880             | 1994            | Campeonato Nacional | Campo Conde de Sucena                             | 1 000    | 2     | C    | 1er        |
| CF Benfica        | 1933             | 1994            | Campeonato Nacional | Estádio Francisco Lázaro                          | 1 500    | /     | C    | 2e         |

### Classement
Classement
Le classement est calculé avec le barème de points suivant : une victoire vaut trois points, le match nul un et la défaite zéro.
Critères de départage en cas d'égalité au classement :
1. classement aux points des matchs joués entre les clubs ex æquo ;
2. différence entre les buts marqués et les buts concédés sur la totalité des matchs joués dans le championnat ;
3. plus grand nombre de buts marqués sur la totalité des matchs joués dans le championnat ;
4. en cas de nouvelle égalité, une rencontre supplémentaire aura lieu sur terrain neutre avec, éventuellement, l’épreuve des tirs au but.

| Rang | Équipe            | Pts | J  | G | N | P | Bp | Bc | Diff |
| ---- | ----------------- | --- | -- | - | - | - | -- | -- | ---- |
| 1    | SU 1º DezembroT   | 23  | 10 | 7 | 2 | 1 | 54 | 6  | +48  |
| 2    | CF Benfica        | 21  | 10 | 7 | 0 | 3 | 29 | 16 | +13  |
| 3    | Boavista FC       | 20  | 10 | 6 | 2 | 2 | 20 | 12 | +8   |
| 4    | Gatões FC         | 18  | 10 | 6 | 0 | 4 | 33 | 13 | +20  |
| 5    | Escola Molelinhos | 3   | 10 | 1 | 0 | 9 | 7  | 47 | -40  |
| 6    | CSJ Belinho       | 3   | 10 | 1 | 0 | 9 | 6  | 55 | -49  |

|  | Vainqueur de la compétition. |
|  | T Tenant du titre. P Promu de division inférieure. Pts points ; G victoires ; N match nuls ; P défaites Bp buts marqués ; Bc buts encaissés ; Diff différence de buts |

| Résultats (▼dom., ►ext.)                                   | 1ºD | CFB | Boa | Gat | Esc | Bel  |
| SU 1º Dezembro                                             |     | 8-2 | 0-0 | 4-0 | 9-1 | 12-0 |
| CF Benfica                                                 | 2-0 |     | 4-2 | 1-0 | 5-1 | 8-1  |
| Boavista FC                                                | 1-1 | 2-1 |     | 2-1 | 3-1 | 5-1  |
| Gatões FC                                                  | 0-4 | 2-0 | 3-1 |     | 7-0 | 9-0  |
| Escola Molelinhos                                          | 0-8 | 0-5 | 0-1 | 1-5 |     | 2-1  |
| CSJ Belinho                                                | 0-8 | 0-1 | 0-3 | 0-6 | 3-1 |      |
| - Victoire à domicile - Match nul - Victoire à l'extérieur |     |     |     |     |     |      |

## Bilan de la saison
| Championnat du Portugal féminin de football 2002-2003 |                           |
| Champion                                              | SU 1º Dezembro (3e titre) |
| Dauphin                                               | CF Benfica                |
| Promotions et relégations                             |                           |
| Promus en Campeonato Nacional                         | Pico Regalados            |
| Promus en Campeonato Nacional                         | SM Murtoense              |
| Promus en Campeonato Nacional                         | FIDEC                     |
| Promus en Campeonato Nacional                         | GD Incansáveis            |
| Promus en Campeonato Nacional                         | V. Setúbal FC             |
| Promus en Campeonato Nacional                         | Odivelas FC               |
| Relégués en Campeonato Distrital                      | CF União de Coimbra       |